# Gert Fylking

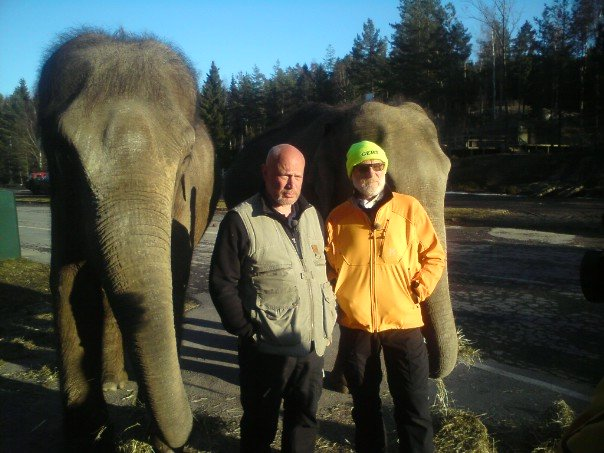
Gert Fylking och Robert Aschberg med kung Carl XVI Gustafs elefanter Saonoi och Bua i Kolmårdens djurpark, 6 april 2009

Gert Åke Fylking, född 7 oktober 1945 i Storkyrkoförsamlingen i Stockholm, är en svensk skådespelare, journalist och politiker (kristdemokrat).

## Biografi
Fylking växte upp i Stockholm och tillbringade stora delar av sin uppväxt i Stockholms skärgård. Han ryckte in på Älvsborgs kustartilleriregemente (KA 4) i Göteborg på svenska flaggans dag 1966. Därefter skickades han som plutonsbefäl till Kustjägarskolan vid Vaxholms kustartilleriregemente (KA 1). Fylking muckade med goda betyg och vitsord och skrevs in på Kungliga Sjökrigsskolan. Han relegerades dock efter att på en kadettbal dansat "alltför tätt med prinsessan Sibylla".
Tidigare har Fylking uppmärksammats för sitt umgänge med den rikskände brottslingen och missbrukaren Christer Pettersson. En syster till Fylking avled till följd av alkoholmissbruk, något han berättat om offentligt.
Fylking har vid några tillfällen närvarat vid Svenska Akademiens offentliggörande av nobelpristagaren i litteratur i Börshuset, för att omedelbart efter att namnet lästs upp högt utbrista "Äntligen!" oavsett vem som fick priset. Detta var avsett som en ironisk kommentar till att pristagarna brukar vara helt okända för en bredare läsekrets av populärlitteratur. Första gången han gjorde detta tilltag var år 2000, till Svenska Akademiens dåvarande ständige sekreterare Horace Engdahls stora irritation. År 2002 tog sig Fylking in maskerad, vilket ledde till att Engdahl meddelade att han officiellt är portad från evenemanget.
Hösten 2007 gestaltade Fylking den äldre butlern Franz i Sound of Music på Göta Lejon. Han har även skrivit enaktaren Kolonistugan.
Han har tillsammans med Roger Nordin och Titti Schultz medverkat som radioprogramledare för radioprogrammet RIX MorronZoo i radiokanalen Rix FM, där han hade smeknamnet "Fylking Sverige" (2000–2010). I programmet ledde han bland annat programpunkten Gerts fredagsfräckis. Fylking är frispråkig och har fått kritik för sina uttalanden i radioprogrammet.
Mellan hösten 2010 och 22 december 2011 sändes nattprogrammet Gerts värld i Rix FM mellan 22.00 och 02.00. Fram till midnatt samtalade han med lyssnare som ringde in. Från och med våren 2012 sänds Gerts värld på morgonen i Radio1 istället.
Våren 2009 vandrade Fylking och Robert Aschberg, som en del av Mustaschkampen, 190 mil från Ystad till Haparanda för att samla in pengar till prostatacancerforskningen.  Vandringen kallades Ystad–Haparanda, ett steg i taget.
Sedan april 2011 är han en av tre programvärdar som sänder Comedy Central LIVE Radio varje fredag.

### Kontroverser
Den 17 april 2012, i radioshowen Gerts Värld, fällde Fylking yttrandet: ”Världen är full av sådana här Breivikar, vi har fått tag på många andra också. Vi har fått tag på de här serberna som betedde sig som ena jävla svin och hade ihjäl hundratusentals människor på flykt. Dem har vi fått tag på. Men tror du att de döms av serberna? Nej, serberna hyllar dem som hjältar. Vilka är då psykopater? Är det den större delen av den serbiska befolkningen som är dum i huvudet eller är det bara de här människorna som nu är dömda för krigsförbrytelser som är dumma i huvudet?” 
Fylking bad senare om ursäkt för sina etniskt kränkande kommentarer, och blev för en tid avstängd från arbetet. Spasoje Marjanovic, jurist och tidigare tolk inom Försvarsmakten, anmälde Fylking till Justitiekanslern å föreningen Justitia Pax Veritas vägnar, liksom Krister Kronlid, en av Socialdemokraternas representanter i Uddevallas kommunstyrelse och kommunfullmäktige, samt Serbiska riksförbundet. JK kom senare att fria Fylking från beskyllningar om hets mot folkgrupp, och Fylking kunde senare återgå till sitt arbete.
Fylking gav den 13 augusti 2013, åter i radioprogrammet Gerts värld, uttryck för sina åsikter om sommarkatter: ”När det kommer en liten kattunge och sätter sig och jamar ute på farstukvisten på lantstället, ta då en sten eller påk och slå ihjäl katten omedelbart eftersom det annars blir en sommarkatt. Eller stoppa den i en säck, slå den medvetslös och dränk den.” Han sa även i programmet att man skulle neka kattungen mat, bära ut den i skogen och låta den få svälta ihjäl.

### Privatliv
Fylking var i 15 år gift med Tanja Fylking, som han har en son med. Paret skildes våren 2016. Han har även fem barn från tidigare förhållanden.

## Filmografi (urval)
- 1984 – Mannen från Mallorca
- 1988 – Som man ropar (TV-serie)
- 1989 – 1939
- 1990 – Werther
- 1991 – Goltuppen
- 1991 – Joker
- 1991 – Rabarber, rabarber, rabarber
- 1991 – Riktiga män bär alltid slips
- 1991 – "Harry Lund" lägger näsan i blöt!
- 1992 – Hassel – Svarta banken
- 1992 – Ha ett underbart liv
- 1992 – Kvällspressen (TV-serie)
- 1992 – Nordexpressen
- 1992 – Kejsarn av Portugallien
- 1994 – Rapport till himlen (TV-serie)
- 1995 – Buljong
- 1996 – Silvermannen (TV-serie)
- 1996 – Evil Ed
- 1996 – Lögn
- 1997 – Adam & Eva
- 2002 – Heja Björn (TV-serie)
- 2003 – Talismanen (TV-serie)
- 2006 – Bilar

## Teater

### Roller (ej komplett)
| År   | Roll             | Produktion                                                 | Regi             | Teater           |
| ---- | ---------------- | ---------------------------------------------------------- | ---------------- | ---------------- |
| 1988 | Owen             | Kom igen, Charlie (The Foreigner) Larry Shue               | Peter Dalle      | Boulevardteatern |
| 1993 | Hipockets Duncan | Buddy – The Buddy Holly Story Alan Janes och Rob Bettinson | Tony Verner      | Göta Lejon       |
| 2007 | Franz            | Sound of Music Richard Rodgers och Oscar Hammerstein II    | Staffan Götestam | Göta Lejon       |